# 석유
| 원소 | 비율      |
| ---- | --------- |
| 탄소 | 83-87%    |
| 수소 | 10-14%    |
| 질소 | 0.1-2%    |
| 산소 | 0.1-1.5%  |
| 황   | 0.5-6%    |
| 금속 | <1000 ppm |

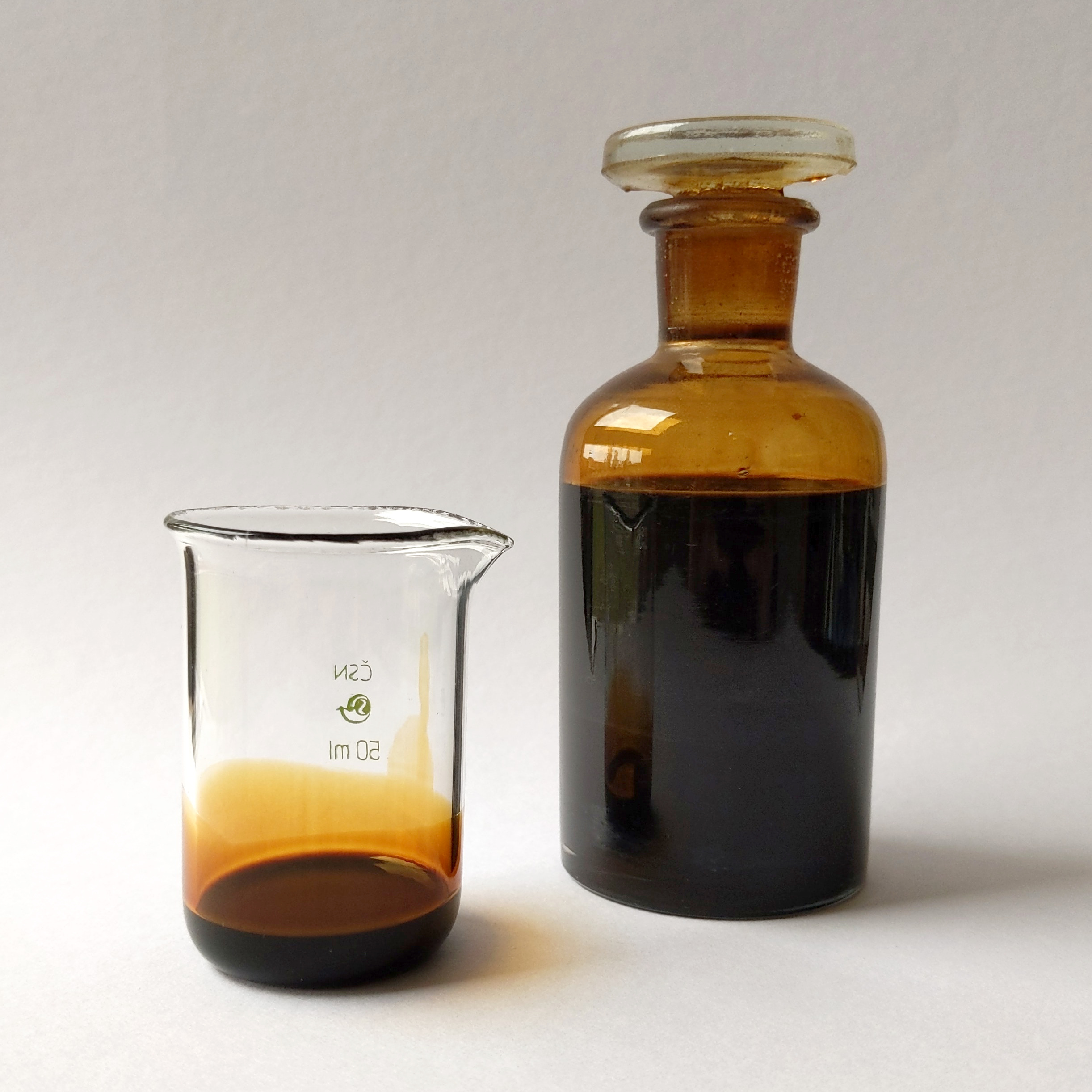
석유 샘플

석유(石油, 영어: petroleum)는 천연에서 액체 상태로 산출되는 탄화수소의 혼합물이다. 공기가 없는 상태에서 미세한 바다 유기물이 분해되면서 형성되었을 것으로 추측된다. 정제하지 않은 석유를 원유(原油, crude oil)라고 하며 이를 정제하여 휘발유, 경유, 등유, 중유 등을 제조한다. 각종 산업에 필수적인 에너지 자원이며 동시에 공업 원료로 사용한다.
석유는 탄수화물의 액체형 혼합물로서 어떻게 생성되는지에 대해서는 아직 확실하지 않다. 현재로써는 지질시대의 동식물이 퇴적하여 지압, 지열로 말미암아 변화했다고 하는 생물기원설이 가장 유력한 학설로 인정받고있는데 이것은 바다나 호수 등에 번식한 미생물이 사멸·퇴적해 셀룰로스나 단백질이 분해하여 물에 녹아버리고, 뒤에 남은 비교적 안정된 유지(油脂)가 지열, 지압에 의해서 분해·변질하여 석유가 되었다는 주장이다. 이에는 또 지열에 의한 변질보다도 혐기성 세균과 같은 미생물의 작용 때문에 상온에 가까운 온도에서 석유로 변질했다는 의견도 있다. 그러나 이와같은 많은 의견들과 학설에도 불구하고 석유의 정확한 생성과정은 아직 밝혀지지 않은 상태이다. 주로 식물성 물질에서 석유가 나온다고도 한다.

## 역사와 산지
석유는 매우 오래전에 발견되어, 기원전 35세기경 유럽에서 석유 피치(pitch)와 점토로 벽토(壁土)를 만들어 쓴 사실이 알려졌다. 그러나 일상생활에 널리 쓰인 것은 19세기 후반부터이며, 특히 20세기에 들어서서 기계문명의 진보와 함께 가솔린 기관이 발달하고 연료로서 수요가 급증하면서부터이다. 오늘날에는 연료는 물론 원료와 화학공업에 필요한 자원으로서 많은 양을 채취·사용한다.
석유의 산지는 석탄이나 다른 광물에 비하여 일부 지역에 편재하였다. 현재 알려진 매장량으로는 미국이 세계의 약 25%를 차지하며, 남미 각국과 중동, 러시아가 그 나머지 대부분을 차지한다. 이처럼 석유가 편재하는 이유는 지하에 석유가 될 만한 조건이 있어도 석유가 되기 알맞은 지각 구조가 되지 않으면 석유는 다른 곳으로 흘러 유전을 형성하지 않기 때문이다. 실제로 유전지대의 지각은 석유가 흘러 빠져가지 못할 만큼 치밀한 이판암과 석유가 스미기 쉬운 사암층이 번갈아 쌓인 지층으로서, 지압으로 말미암아 습곡상태를 이룬 곳이 많다. 석유가 산출되는 지역을 중심으로 이러한 지질 구조를 이룬 지대를 탐사해서 유망한 곳을 시굴하는 식으로 유전을 발견하려고 세계적으로 노력하는데, 한반도 서해와 남해의 대륙붕에서 석유를 탐사하는 것도 그러한 노력이다. 석유 탐사에는 지진탐사·자기측정 등 여러 가지 방법을 동원하는데, 이처럼 석유를 발견하려는 노력을 대대적으로 추진함을 보아서도 오늘날 석유화학 공업의 발달에 의한 석유 수요가 얼마나 비약적으로 증가하였는가를 짐작할 수 있는 일이다.

## 채굴·운반
지하에서 석유를 채굴하기 위해서는 보통 강관 끝에 특수한 송곳을 붙인 것을 회전해 유층까지 지각을 뚫는 로터리법(rotary 法)을 쓴다. 
굴착에서는 관 속에 물을 부어 송곳 끝에서 분출시킴으로써 부서진 돌이 관의 바깥쪽을 따라 지상으로 유출하게 하면서 구멍을 뚫는다.
송곳이 유층에 닿으면 석유는 그 제차의 압력으로 분출되든가 또는 펌프에 의해서 퍼 올려진다. 
지하에서 채취한 상태 그대로를 원유라 부른다. 원유는 사막을 가로지르는 파이프 라인으로 정유공장이나 해저유전에서 직접 해안에 세워진 정유공장에 보내든가 거대한 탱커로 세계 여러 곳에 있는 석유 화학 공장에 운반한다. 
석유는 액체로 된 자원이기 때문에 수송이 비교적 간편하다. 
아직도 원유를 국내에서 생산하지 못하는 대한민국에서는 중동·미국 등 각 지역에서 탱커로 원유를 수송해다가 쓰고 있으며, 석유화학 공장이 울산·여천·서산 등 해안지대에 있는 것도, 주로 외국에서 원유를 수입할 때의 수송 사정 때문이다.

## 조성
원유는 산지에 따라 담황색의 끈기가 없는 것이 있는가 하면, 적갈색·흑갈색의 끈적끈적한 것 등 여러 가지가 있다. 비중도 0.75에서 0.95까지 여러 층의 것이 있는데 주성분은 다 같이 탄소와 수소가 결합한 탄화수소이며, 그 밖에 산소·유황·질소를 함유하는 유기화합물이 약간 섞여 있다. 주성분인 탄화수소는 대부분 파라핀계(paraffin 系) 탄화수소와 나프텐계(naphthene 系) 탄화수소로 되어 있다. 이러한 성분의 비율은 산지에 따라서 다르다. 예컨대 미국 펜실베이니아에서 산출되는 원유는 대부분이 파라핀계이지만, 러시아 바크 유전의 원유는 80∼90%가 나프텐계다. 한편, 보르네오에서 나는 것에는 방향족 탄화수소가 10% 이상 들어 있다.

### 산소·유황·질소 등을 함유하는 화합물
석유는 탄소와 수소를 주체로 하고 있으나 그 밖에 산소·유황 등을 함유하는 화합물도 그 속에 들어 있다. 이러한 물질은 석유 중의 불순물로서, 탄소를 함유하는 화합물의 예로는 페놀(phenol)·나프텐산(naphten 酸：0.1∼3%)과 같은 산성 물질 또는 그 구조가 밝혀지지 않은 수지형의 물질이 있다. 유황화합물(약 1%)은 악취·부식의 원인이 되며, 원유를 정제하는 과정에서도 중대한 장애가 된다. 질소화합물은 극히 미소한 양(0.1% 이하)밖에는 들어 있지 않으며 별로 해롭지 않다.

## 정제
유전에서 채유한 원유는 각종의 탄화수소와 유도체, 그리고 산소·유황·질소를 함유하는 화합물 등의 혼합체이다. 이것을 사용하기 위해서는 화학적으로 처리하거나 원유의 휘발성의 차이에 따라서 같은 성분끼리 분류하는 편이 편리하다. 그래서 보통 원유성분의 비등점의 차이를 이용하는 분별증류법을 채택한다. 원유를 분류(分溜＝分別蒸溜)한 때의 각 유분은 분별하는 방법이나 명칭이 정해진 것은 아니지만, 편의상 다음과 같이 분류한다.
40∼70°C로 증류한 유분은 석유에테르(石油ether)라고 부른다. 이것은 주로 탄소 수가 5∼6개인 탄화수소로 되어 있다. 70∼120°C의 유분은 석유 벤진(benzine)으로, 탄소수 6∼7개인 탄화수소가 주체를 이룬다.
120∼150°C의 유분은 리그로인이며 탄소 수 7∼9의 것이 주성분으로 되어 있다. 이 세 가지는 가솔린 또는 휘발유라고 총칭하며, 가솔린엔진의 연료로 쓰이거나 여러 물질의 용매로 사용된다. 화학공업에서는 이를 나프타(naphtha)라고 부르며, 각종 제품의 원료로 쓴다.
비등점 150∼300°C의 유분은 등유라고 하며, 탄소수 8∼18인 탄화수소가 주성분으로서, 석유발동기나 제트엔진의 연료로 쓰인다.
300∼350°C의 것은 경유, 350°C 이상인 것은 중유라고 하며, 디젤엔진 등의 내연기관이나 보일러·각종 노의 연료로 사용된다. 비등점 300°C 이상인 부분 중에서 액체로 된 것을 유동 파라핀, 반고체인 것을 바셀린, 고체인 부분을 파라핀납(paraffin蠟)이라고 구분하기도 한다. 석유공업에서는 이처럼 천연 석유를 분류해서 사용하는 한편 고비등점의 잔류분을 열과 촉매로써 분해하여 이용도가 높은 가솔린으로 만드는 방법도 이용하며, 이러한 제품을 분해 가솔린이라고 한다.
그리고 400°C 이상에서도 잔류하는 부분은 아스팔트라고 하는데, 점착력·방수성·전기절연성이 높아 도로포장이나 전기절연체 등에 많이 쓰인다.

## 정류 방법

### 상압증류
유전으로부터 운반되어 온 원유(crude oil)는 일단 원유탱크에 저장되며, 여기서 증류탑으로 옮겨져서 분류된다. 증류장치로는 여러 단계로 구분된 정류탑(fractionater)이 그 주역이 된다. 먼저 열교환기를 통해서 원유를 예열한 다음, 증류탑으로 보내어, 가장 증발하기 쉬운 가솔린의 일부를 증발시켜서 분리한다. 여기에서 남은 원유는 다시 펌프로서 가열실로 옮겨지고, 철관 수십 개를 직렬로 연결한 속을 급속도로 흐르는 동안에 균일하게 가열된다. 이렇게 가열된 원유는 정류탑으로 보내진다. 정류탑은 수십 단의 선반으로 구분되어 있으며, 그 아래 쪽으로부터 가열된 원유가 기화해서 상승하게 된다. 여기에서 비점의 차이에 따라 탑의 상부에서는 가솔린, 중단에서는 등유·경유, 하단에서는 중유를 증류한다. 분류된 부분은 열교환기를 통해서 원유에 열을 주어 예열하는 역할을 하면서 자체는 냉각된다. 정류탑에는 여러 가지 형(形)이 있으며, 정유공업에서 가장 많이 쓰이는 것은 밧부르탑 방식이다. 이것은 증류조 위에 설치된 정류탑 내부에 여러 선반이 있고, 그 선반에는 작은 구멍이 많이 뚫려서 증기는 이 구멍을 통하여 상승한다. 그리고 탑의 정상부에는 냉각관이 있어 일부 증기는 여기에서 응축되어 탑을 흘러내린다. 응축액은 각 단에 일류관(溢流管)을 따라 넘쳐 흐르게 되어 있다. 이처럼 각 선반에서 아래로부터 올라가는 고온의 증기와 응축액이 접촉해서, 응축액 중의 비등점이 낮은 부분은 다시 기화하여 위쪽의 선반으로 향하고, 증기 중의 비등점이 높은 성분은 여기에서 액화하여 탑의 하부로 내려간다. 이렇게 몇 번을 반복하여 탑 위쪽에서는 저비등점 유분이, 탑 하부에서는 고비등점 유분이 채집되는 것이다.

### 감압증류
원유 중 탄화수소는 300∼350°C 정도로 가열하면 열분해를 일으킨다. 그러므로 300°C 미만에 증류되지 않는 중유분 등은 탑 내의 압력을 낮추어 10mmHg(760mmHg가 1기압임) 정도로 내리면 150°C 정도의 비교적 낮은 온도로써 증류할 수가 있고, 이때에는 탄화수소의 열분해가 일어나지 않는다. 이것을 감압증류라고 한다.

## 개조

### 열분해법
석유는 가열 또는 감압해서 각 유분으로 분리하여 사용하며, 유분 중에서 수요가 가장 많은 것은 가솔린이다. 그런데 수요를 채울 만큼의 가솔린을 분류·생성하고 보면 고비등점의 유분이 남게 마련이다. 이 고비등점의 유분을 분해하여 탄소수 5∼9개의 가솔린으로 바꾸기 위해서는 열분해법 또는 크래킹법(cracking 法)이라는 방법을 이용한다. 열분해법은 감압증류법과는 반대로 10∼50기압 정도로 약간 가압하여 가열 증류한다(500∼550°C). 즉 등유 이상이 고비등점 유분을 가압·가열해서 반응탑을 통해 분리한 다음, 다시 증류탑을 통하여 분류한다. 열분해법은 오랫동안 가솔린 증산의 주역이었으나 접촉분해법 등의 우수한 분해법으로 교체되어, 현행 열분해법은 주로 접촉분해법의 원료가 되는 경유를 생산하는 데 이용되며, 가솔린이나 분해가스는 부산물로 생산하는 정도에 그친다. 오늘날 주로 사용하는 열분해법은 코킹법(coking 法)으로, 잔류분을 모두 코크스로 만들기 위해서 반응시간을 길게 끈다.

### 접촉분해
석유의 분해에서 열과 촉매를 동시에 사용해서 분해하는 방법을 접촉분해라고 한다. 중질의 유분을 분해하여 경질로 만드는 경우 열분해만으로는 옥탄가(octane價)가 낮아져 가솔린엔진의 연료로는 적당치 못하다. 그래서 실리카－알루미나(silica－alumina) 등을 촉매로 하여 중질유분(주로 경유분)을 선택하고 분해해서 옥탄가가 높은 양질의 가솔린을 제조한다. 가솔린과 동시에 분해가스도 많이 부생(副生)하는데, 이를 액화하여 LPG(액화석유가스)로서 가정용·공업용·자동차용 연료로 사용한다. 접촉분해법의 하나인 유동식 분해장치에서는, 반응탑에서 원료유를 분해한 촉매는 탄소 부착으로 말미암아 활성이 저하하는데, 이는 재생탑에 옮겨 탄소분을 연소하거나 재활용한다.

### 접촉개질
주로 직류 나프타(直流 naphtha), 즉 상압증류로 분류된 중질·경질의 가솔린분을 고온·고압으로 처리하여 열분해와 동시에 생성된 것의 구조를 바꿈으로써 옥탄가가 높은 양질의 가솔린으로 만드는 방법이다. 알루미나－산화몰리브덴(alumina－酸化 molybdenum)을 촉매로 원료인 나프타를 15∼20기압으로 가압한 수소 가스 중에서 480∼540°C로 가열한다. 이 처리에 의해서 주로 나프텐계 화합물이 탈수소화하여 옥탄가가 높은 방향족 화합물로 되거나 이성화 또는 파라핀계 탄화수소의 환원, 탈수소화 등이 행해진다. 이와 동시에 석유 중의 유황분이 분해하여 황화수소로서, 또는 촉매 재생 때에 이산화유황으로서 제거되는 이점도 있다. 이 방법은 하이드로포밍(hydroforming)이라고 불리며, 이 밖에 압력을 더욱 높여(40∼50기압) 백금 촉매를 사용하는 플랫포밍(platforming) 방법도 있다.

## 유분 정제
분류된 유분에는 불순물이 들어 있어서 악취가 나기도 하고 착색되기도 하므로 화학적으로 정제하지 않고는 사용하기 어렵다. 유분의 정제에는 보통 황산세정이나 알칼리세정(alkali 洗淨) 또는 활성백토에 의한 흡착정제 같은 방법이 쓰인다. 황산세정은, 유분에 1∼5%의 농황산을 넣어 잘 섞는다. 이렇게 하면 산소화합물·질소화합물의 대부분과 유황화합물의 일부, 올레핀계 탄화수소 등이 제거된다. 다음에는 묽은 알칼리 수용액으로 씻어 여분의 황산이나 산성 물질을 제거한다. 이렇게 세정한 유분을 다시 활성백토라는 흡착성이 강한 점토 분말로 남은 불순물을 그 표면에 흡착하여 제거한다. 보통 150∼250°C로 가열한 다음에 활성백토를 이용한 흡착 처리를 하는데, 말하자면 화학성 정제의 끝마무리다.

## 사용
석유의 용도는 크게 나누면 2가지로 분류된다. 하나는 에너지원으로써, 즉 자동차·항공기 등의 연료나 가정용 난로, 또는 공업용 보일러 등의 연료로 쓰이는 일이며, 다른 하나는 합성화학의 원료로 쓰이는 일이다.

### 에너지원

#### 가솔린기관과 가솔린
석유의 최대용도는 가솔린엔진용의 연료이다. 가솔린엔진은 연료를 흡입압축·착화폭발·배기의 사이클을 반복하여 화학에너지를 기계적 에너지로 바꾼다. 가솔린엔진용 연료로서는 적당한 휘발성이 있어야 한다. 예컨대 자동차용 가솔린이라면 70°C 이하에서는 10%, 120°C에서는 50%, 180°C에서는 90%, 210°C 이하에서는 연료의 97%가 기화하는 것이라야 한다. 한편, 실린더 안에서의 연료－공기 혼합가스의 압축률이 높을수록 엔진의 열효율은 높으며, 단위 마력당 연료의 소비량은 적다. 그러나 연료가스를 너무 심하게 압축하면 이상 폭발을 일으키기 쉬우므로 과열이나 연료가 조기 발화할 위험이 따른다. 이를 노킹(knocking)이라고 하는데, 가솔린엔진 연료로서는 노킹을 일으키기 어려운 성질, 즉 안티녹성(antiknock 性)이 충분해야 한다. 이 안티녹성을 나타내는 척도가 '옥탄가'이다. 탄화수소로서 안티녹성이 우수한 것은 이소옥탄이며, 나쁜 것은 n－헵탄(normal－heptane)이기 때문에 이 둘을 섞어서 표준 연료로 한다. 옥탄가는 시료의 연료와 같은 정도의 노킹을 일으키는 표준연료 중의 이소옥탄의 체적 백분율로 표시한다. 안티녹성은 방향족 화합물·불포화 화합물·나프텐계 탄화수소·파라핀계 탄화수소 순으로 낮아지며, 같은 계의 탄화수소에서는 직쇄형(直鎖形)보다도 가지가 많은 쪽이 높다. 원유를 분류해서 만든 가솔린의 옥탄가는 20∼75이며, 이것으로는 압축비를 4：1 이상으로 만들 수가 없다. 이보다도 높은 옥탄가의 가솔린을 만들기 위해서는 석유의 열분해·접촉분해·이성화 등에 의하여 분지가 많은 것을 만들어서 석유의 질을 개량해야 한다. 이렇게 하여 개질(改質)된 것을 '분해가솔린'이라고 부른다. 그리고 또 4에틸납(4 ethyl lead)을 조금 첨가함으로써 옥탄가를 높일 수도 있다. 이 경우, 사에틸납이 연소해서 생성된 산화납이 실린더를 막는 것을 예방하기 위해 디브롬에탄·디클로로에탄 등을 첨가하여, 휘발성의 브롬화납(臭化鉛)·염화납으로 만들어서 배기한다. 이런 것을 안티녹제(antiknock 劑)라고 한다.

#### 디젤기관 연료
선박이나 또는 대형 자동차에 쓰이는 디젤기관은 공기를 고온·고압으로 압축하고 여기에 연료를 분사하여 자연발화적으로 연소하는 것이므로, 발화성이 나쁜 연료는 사용하지 못한다. 연료의 발화성이 나쁘면 분사에서 착화까지 시간이 오래 걸리며 분사된 연료가 그대로 괴었다가 한꺼번에 착화해서 압력이 별안간 상승하는 폐단이 생긴다. 이는 디젤노킹이라는 이상폭발의 원인이 된다. 그리고 디젤기관 연료로서는 분사 펌프의 분사가 원활하게 작동하고, 분사 구멍으로부터 안개 모양으로 기름이 고르게 분사되기 알맞은 점도가 필요하며, 착화성과 인화성이 동시에 우수한 경유·중유가 주로 쓰인다. 이러한 성능의 정도는 세탄가(cetane rate)로 나타낸다. 세탄가는 안티녹성이 큰 n－세탄과 안티녹성이 작은 α－메틸나프탈린의 혼합연료를 표준연료로 하여, 옥탄가와 마찬가지로 그 체적비를 백분율로 표시한 것이다.

#### 제트 연료
제트엔진은 연소가스의 운동 에너지를 압축기의 회전력으로 바꾸고, 다시 그 일부를 고속으로 분사시켜서 이를 추진력으로 한다. 그러므로 제트 연료로서는 연료 탱크로부터 연소실에 보내기가 쉽고, 연소가 안정되어야 한다. 일반적으로는 주로 가솔린 유분과 등유 유분을 정제해서 사용한다. 제트엔진은 공기와 연료의 비율이 100：55∼120인데, 가속·감속할 때에는 20∼600으로 크게 변동한다. 그러므로 화염의 안정성이 낮으며 불꽃을 튀기는 현상이 일어나기 쉽다. 일반적으로 등유는 가솔린보다도 공기에 대한 연료비가 큰 동안에는 안정성이 좋으나 그 비율이 작은 때에는 안개 모양으로 잘 분사하지 않는 성질이 있다. 그러므로 적당한 유분을 혼합한 것이 사용된다. 한편, 마하 2 이상의 초음속 제트항공기는 연료 탱크도 고온으로 되며, 마하 2에서는 120°C, 마하 3에서는 200°C 이상으로 뜨거워진다. 그러므로 연료도 열안정성이 좋고 증기압이 낮아야 하며, 비등점도 200°C 이상이어야 사용할 수가 있다. 그리고 이러한 제트엔진은 특히 파이프 등의 기관의 산화가 심해서 첨가제 등에도 특별한 주의를 해야 한다

## 한국의 석유 부존

### 경상 분지
경상 누층군 내 낙동층과 진주층에는 소량의 무연탄이 산출되나, 대체로 석탄과 석유는 같이 산출되지는 않는다. 경상 누층군의 사암은 예외 없이 분급이 불량하여 공극율과 투과율이 극히 낮아 저류층(儲留層)이 되기 어렵다. 또한 경상 누층군은 거의 모든 지역에서 한쪽으로만 기울어 있어 일부 지역을 제외하고는 석유나 천연가스가 보존될 가능성이 있는 습곡 구조의 발달이 거의 없다. 그러므로 장기홍(1978)은 경상 분지에서 석유가 산출될 가능성이 별로 없다고 단정하였다.

## 자원 분포
1993년 말 현재 전 세계의 원유 확인 매장량은 9,991억 2,400만 배럴이다. 영국 BP(British Petroleum)社의 보고서에 따르면, 2016년 말 기준으로 전 세계 원유 확인 매장량은 약 1조 7067억 배럴이다.
원유 매장량이 가장 많은 나라는 사우디아라비아로 전 세계 매장량의 25.2%를 차지하며, 사우디 아라비아를 포함한 중동 지역 매장량이 65.2%를 차지한다. 한편, 1996년 말 현재 가맹국이 5대 산유국을 포함, 12개국인 석유수출국기구(OPEC)가 세계석유 매장량의 70%, 생산량의 38%를 차지하였다.
아래는 석유가 많이 나는 나라의 목록이다.
- 쿠웨이트
- 사우디아라비아
- 오스트레일리아
- 미국
- 아랍에미리트
- 이란
- 이라크
- 러시아
- 카자흐스탄

### 비전통석유
국제에너지기구(IEA)에 따르면 생산된 것을 제외한 원유의 궁극 가채매장량(기존 발견 매장량에 발견 가능성이 있는 미발견 매장량을 합한 매장량)은 약 2.4조 배럴이지만 비전통석유의 매장량은 약 8.5조~9조 배럴로 예상된다. 비전통석유는 원유 채굴과 같은 전통적인 방식으로는 추출할 수 없었던 자원으로 기술 발전과 채산성 개선에 힘입어 생산 가능하게 된 석유자원을 말한다. 오일샌드, 초중질유, 가스액화연료, 석탄액화연료, 오일셰일 등이 있다.

### 동중국해
동중국해에는 중국과 일본이 분쟁 중인 춘샤오 가스전과 한국과 일본이 분쟁 중인 7광구가 대표적이다. 동중국해의 원유 매장량은 흑해 유전의 원유 매장량과 같다고 알려졌다. 제주도 남쪽에 있다.

### 흑해
흑해는 1차대전 2차대전 등의 이유로 원유개발이 제대로 안 되었다가, 1990년대 후반과 2000년대 초반들어 관심이 집중되고 있다. 영국 최대기업 BP (기업), 미국의 록펠러로 유명한 엑손모빌, 브라질의 페트로브라스가 개발 중이다.

### 카스피 해
석유 매장량이 풍부해 "제2의 페르시아만"으로도 불린다. 텡기즈 유전의 하루 생산량을 100만 배럴로 올리려던 계획을 2010년 7월경에 중단했다. 멕시코만의 모든 유전의 하루 생산량이 150만 배럴인데, 카스피 해 유전 단 한 곳에서만 하루에 100만 배럴을 생산한다고 언급된 것으로 보아, 카스피해의 막대한 매장량을 추정할 수 있다.

### 북극해
미국 지질조사국은 북극의 미탐사 지역에 현재 세계 원유 매장량의 1조 배럴의 1/10에 해당하는 석유 1천억 배럴이 매장됐다고 주장했다.

### 남극
남극은 국제법상 어느 나라의 땅도 아니지만 남극에 엄청난 매장량이 있으며, 이로 인해 영유권분쟁이 심해졌다.

## 석유 고갈
1970년대 오일 쇼크 발생 직후, 유럽 학자들을 중심으로 모인 로마클럽은 40년 후인 2000년대 석유가 고갈될 것이라고 주장했다.
2020년 기준으로, 전세계의 석유는 30~40년 후인 2050년에 고갈될 것으로 예측되고 있다.
2008년 국제유가가 배럴당 140달러(종가기준)를 넘어 치솟고 있는 가운데, 전 세계 석유시장에서 가장 영향력 있는 사우디 국영 석유회사인 아람코에서 석유생산을 이끌었던 임원인 사다드 알 후세이니와 난센 살레리가 상반된 주장을 했다. 후세이니는 세계가 석유 자원 고갈에 직면했다고 주장한다. 반면에, 살레리는 기술과 투자만 따르면 더 많은 석유를 발견할 수 있다고 전망하고 있다. 살레리는 "현재 전 세계에 매장된 14∼15조배럴의 원유 중 단지 1조배럴만 사용했으며 앞으로 40∼50년간 원유 공급에는 아무런 문제가 없다"고 비관론을 일축했다.
서유럽의 지식인들로 구성된 로마클럽은 1972년 '성장의 한계'라는 보고서를 출간했다. 1992년 발간된 개정판에서는 "석유와 천연가스가 각각 2031년과 2050년에 고갈될 것"으로 예측했다. 그러나 오늘날에 석유와 천연가스 가격이 오히려 하락해 관련 업계가 고통을 받고 있다. 이는 1972년 지식인들의 사고범위가 정태적이고 기술 변화의 가능성을 제대로 내다보지 못했기 때문이었다. 당시에도 셰일가스의 존재는 알았으나 상업적 생산기술의 잠재력을 과소평가했고, 당초 예상과는 반대로 탐사기술이 발달하면서 심해유전을 비롯해 확인된 에너지 매장량은 증가했다.
국제에너지기구(IEA)에 따르면 생산된 것을 제외한 원유의 궁극 가채매장량(기존 발견 매장량에 발견 가능성이 있는 미발견 매장량을 합한 매장량)은 약 2.4조 배럴이지만 비전통석유의 매장량은 약 8.5조~9조 배럴로 예상된다. 즉, 비전통석유의 매장량은 석유의 3배 정도여서, 50년 후에 석유가 고갈된다면, 비전통석유는 150년 후에 고갈된다는 것이다. 

## 사진

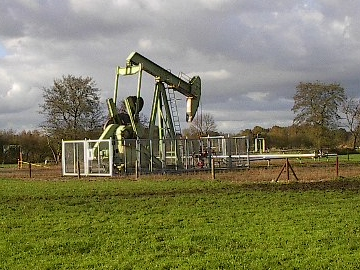
석유 펌프
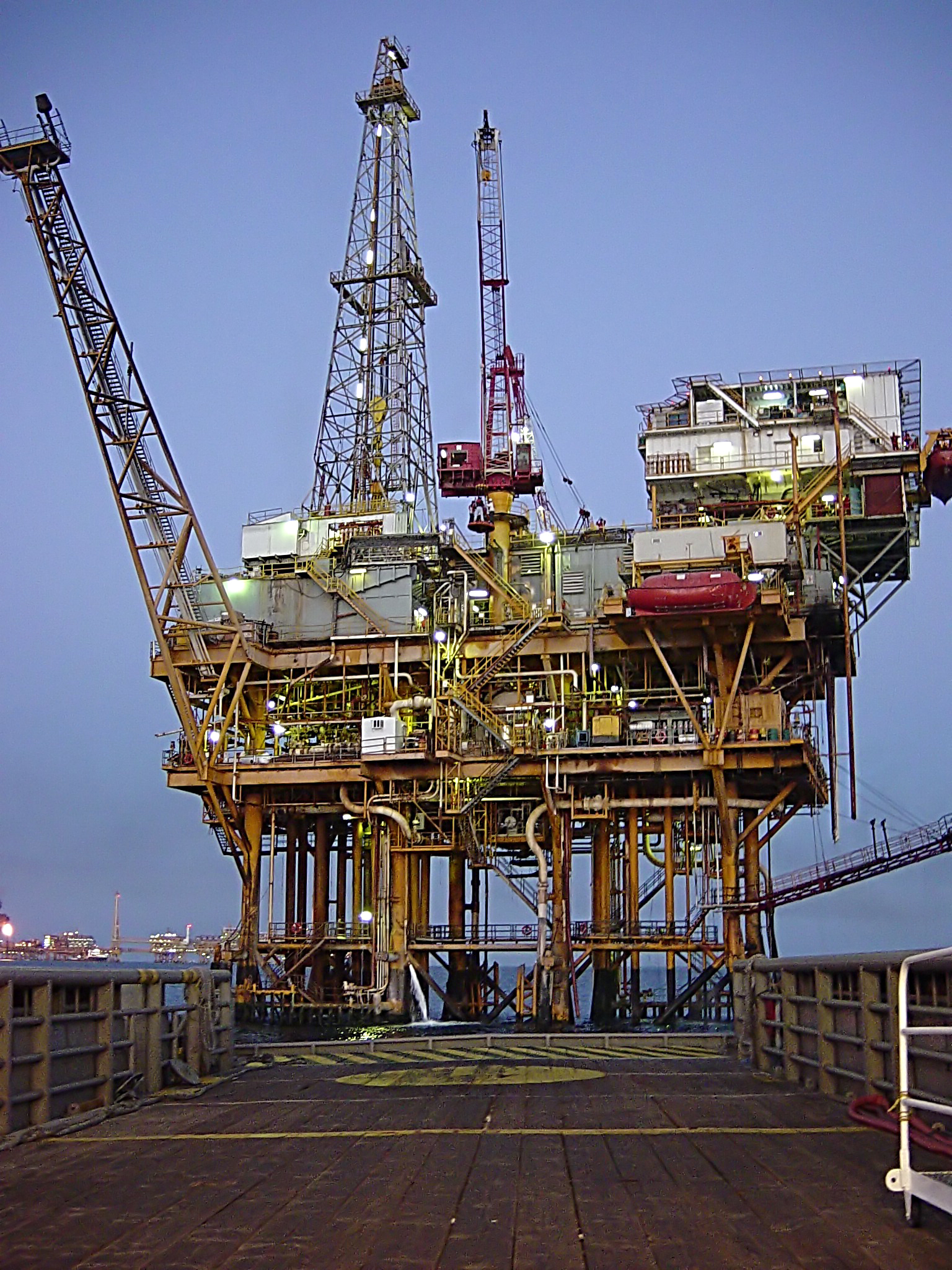
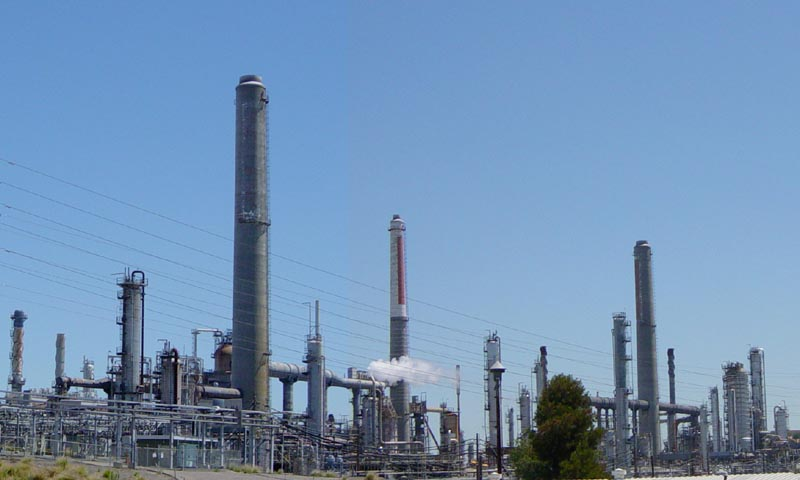
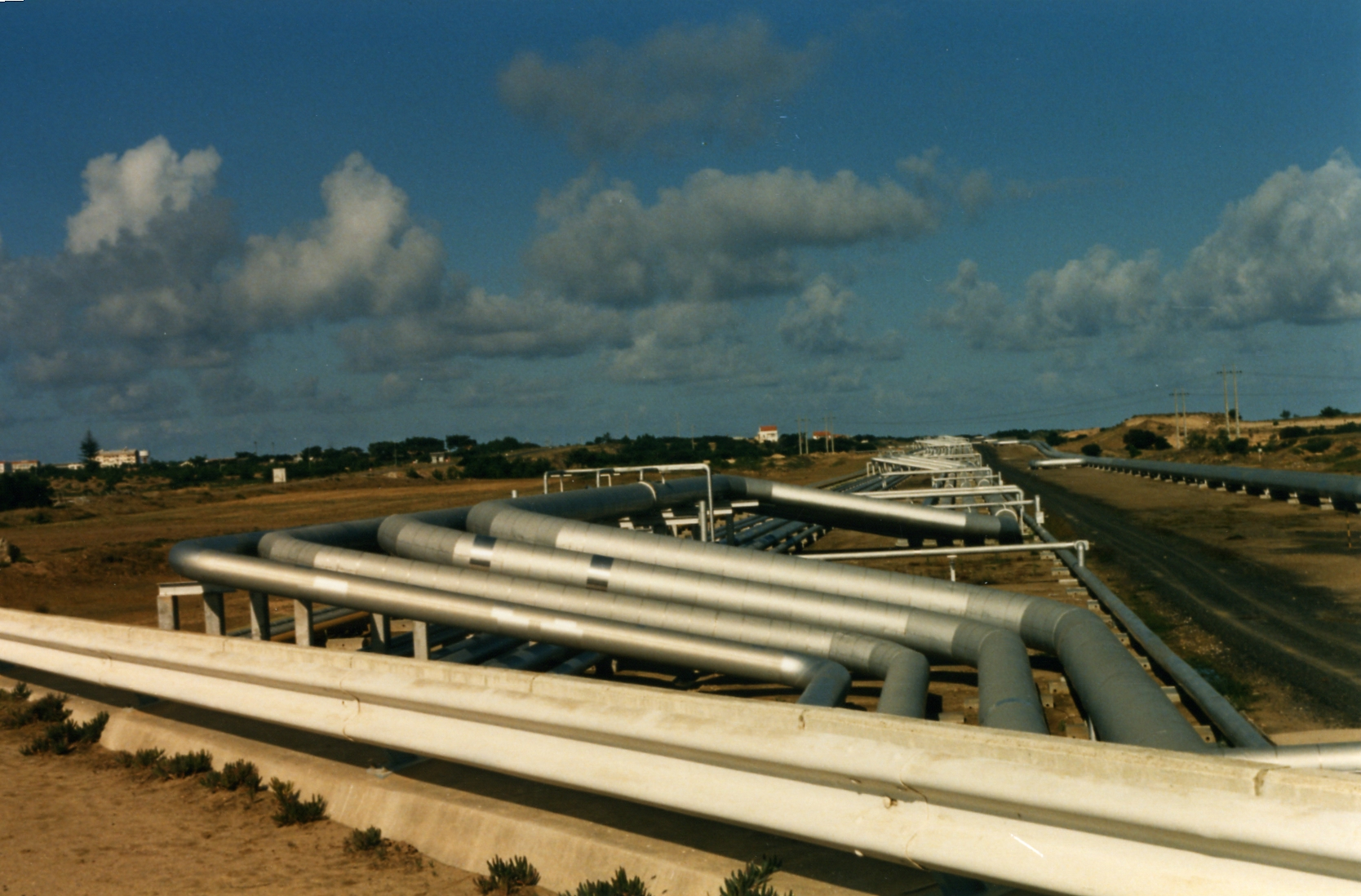
지역별 석유 소모량(미국-빨강, 유럽-파랑, 아시아와 대양주-노랑)
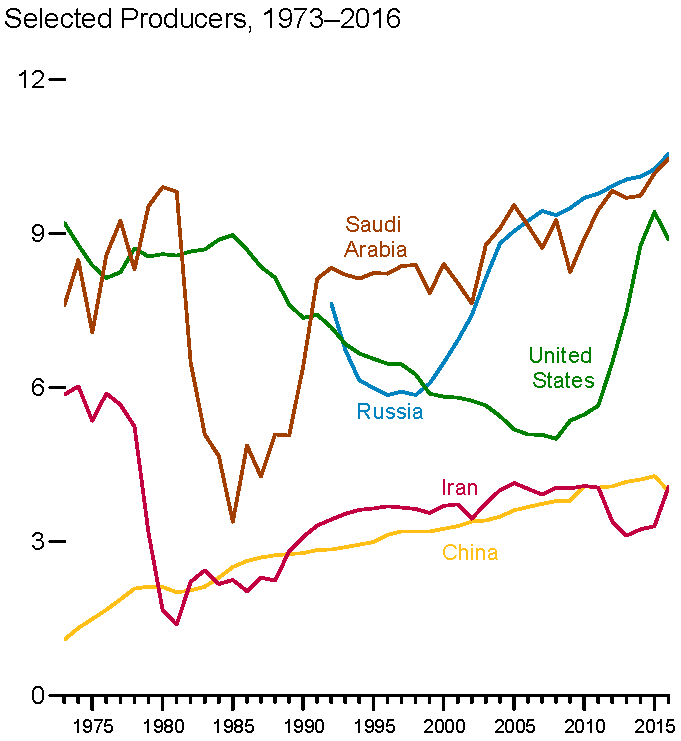
석유 생산량이 가장 많은 나라의 석유 생산량

## 같이 보기
- 석유 산업
- 석유 수출국 기구
- 기름값
- 석유 생산 정점
- 석유화학공업
- 탄화수소
- 나라별 석유